# کاظم الساهر
کاظم جبار ابراهیم سامرائی معروف به  کاظم ساهر (زادۀ ۱۲ سپتامبر ۱۹۵٧) خواننده، ترانه سرا و آهنگساز عراقی است.
گفته می‌شود که او آهنگ اغلب ترانه‌هایش را باستثناء تعداد کمی را که از دو آهنگساز دیگر کمک می‌گیرد خودش می‌سازد. وی القاب بسیاری دارد از جمله «سفیر الأغنیة العراقیة» به‌معنی پیام‌آور ترانه‌های عراقی و نیز «قیصر الأغنیة العربیة» به‌معنی سلطان آواز عرب که شاعر معروف سوری فقید نزار قبانی به وی داده است. کا‍ظم الساهر از زمان شروع کار خود، با بیش از  ۱۰۰  میلیون آلبوم فروخته شده و بالاترین حضور در کنسرت عربی در تمام دوران، جایگاه یکی از موفق‌ترین خوانندگان تاریخ جهان عرب را از آن خود کرده است.

## زندگی‌نامه
کاظم در ۱۳ سپتامبر ۱۹۵۸ در خانه‌ای بسیار کوچک در شهر باستانی موصل در عراق به‌دنیا آمد. او هفت برادر به نام‌های عباس، حسن، حسین، علی، محمد، سالم و ابراهیم، و دو خواهر با نام‌های امیرة و فاطمة دارد. این خانواده به‌دلیل شغل پدر مجبور شدند از موصل به بغداد نقل مکان کنند.
وی به‌دلیل فقر رنج‌ها و سختی‌های فراوانی را در زندگی خود دید و به گفتهٔ خودش این مرارت‌ها باعث انگیزه و اراده‌ای محکم در وی شده‌است. به‌دلیل همین فقر مجبور بود که برای مخارج خود در کودکی کار کند و مثلاً در ایام تعطیلی مدارس به بستنی‌فروشی روی می‌آورد ولی در گرمای تابستان در تمام طول روز بستی‌های وی آب می‌شد ولی چیزی نمی‌توانست به‌دست بیاورد سپس به‌کار در کارخانهٔ بافندگی روی آورد تا توانست  ۱۲ دینار را برای خرید اولین وسیلهٔ موسیقی خود که یک گیتار بود، به‌دست آورد.
کاظم در سال ۱۹۷۶ ازدواج کرد. نتیجهٔ این ازدواج دو پسر با نام‌های وسام (زادهٔ ۱۹۸۱) و عمر (زادهٔ ۱۹۷۸) است.

### موسیقی
کاظم‌الساهر زندگی هنری خود را با همکاری با شاعر اسعد‌الغریری در سال ۱۹۸۴ آغاز کرد و اولین آلبوم خود را به نام (شجرة الزیتون) پخش نمود. سپس با شاعر عزیزالرسام و شاعر معروف کریم‌العراقی همکاری نمود.
وی سپس با شاعر معروف سوری نزار قبانی نیز به همکاری پرداخت که بعد از این مدت به‌عنوان بهترین خوانندهٔ عرب شناخته شد و ترانه‌هایش در سطح جهانی مشهور گردید.
وی فقط به خوانندگی و آهنگسازی اکتفا نکرد بلکه به هنرپیشگی نیز روی آورد و در سریال مسافر نیز به ایفای نقش هنری پرداخت و هنرپیشهٔ اول آن شد.
کاظم‌الساهر در سالن سلطنتی معروف انگلستان رویال آلبرت هال نیز آواز خواند و دومین هنرمندی است که بعد از مادونا کلید شهر سیدنی استرالیا را دریافت نمود.
نخستین ترانهٔ کاظم‌الساهر، لدغه‌الحیه (نیش مار) بود که به‌خاطر معنی جملاتش ممنوع شد.
سارا برایتمن در آلبوم سال ۲۰۰۳ اش به نام حرم (Harem) در یکی از قطعه‌ها از کاظم‌الساهر به‌عنوان هم‌خوان استفاده کرده‌است.
اسم هنری کاظم‌الساهر «قیصر الغناء‌العربی» به‌معنای سلطان آواز عرب  است.